# Pytilia lineata
Pytilia lineata là một loài chim trong họ Estrildidae.